# Електрична машина

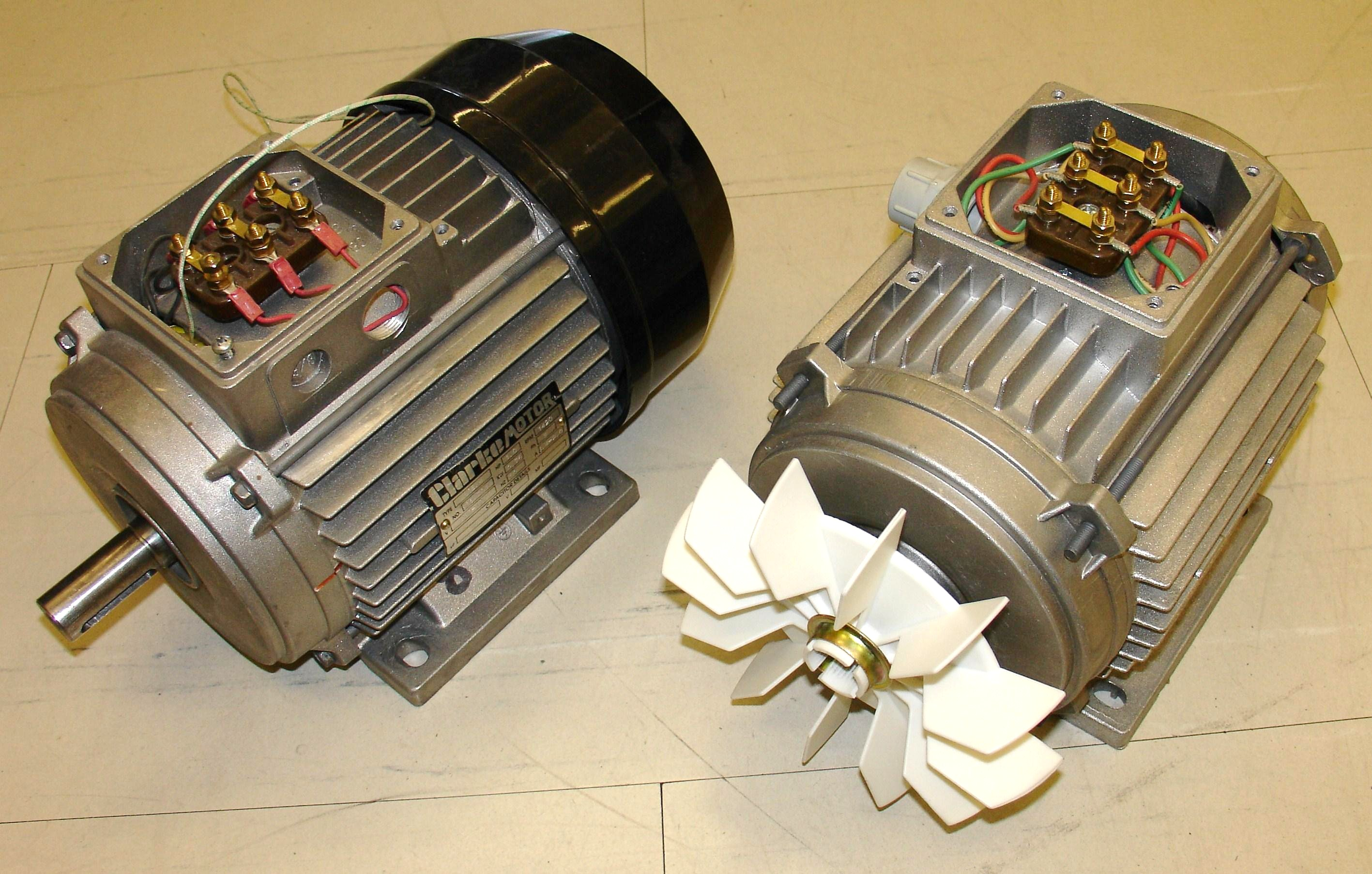
Двигун трифазний асинхронний

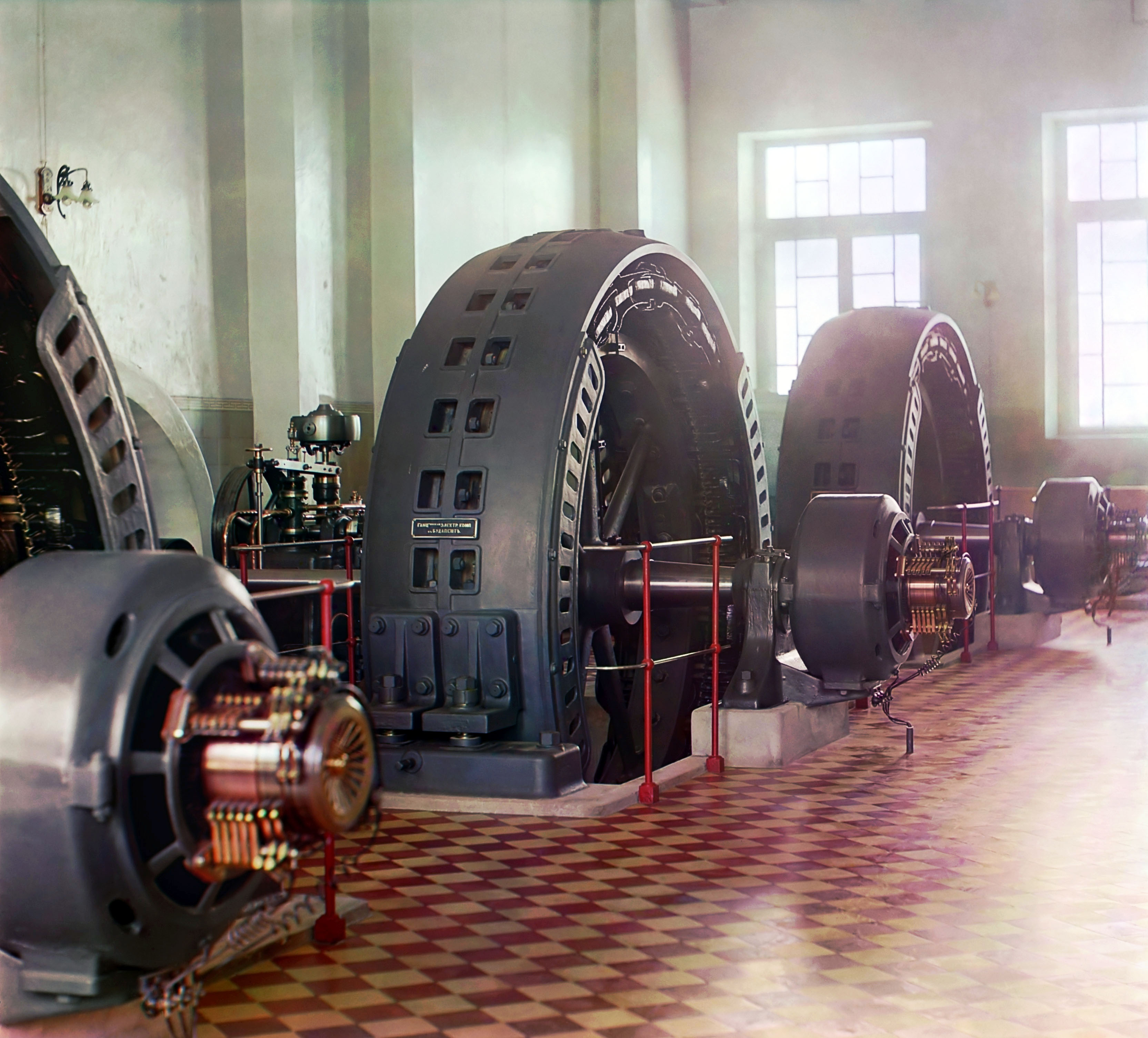
Електрогенератори в гідроенергетиці

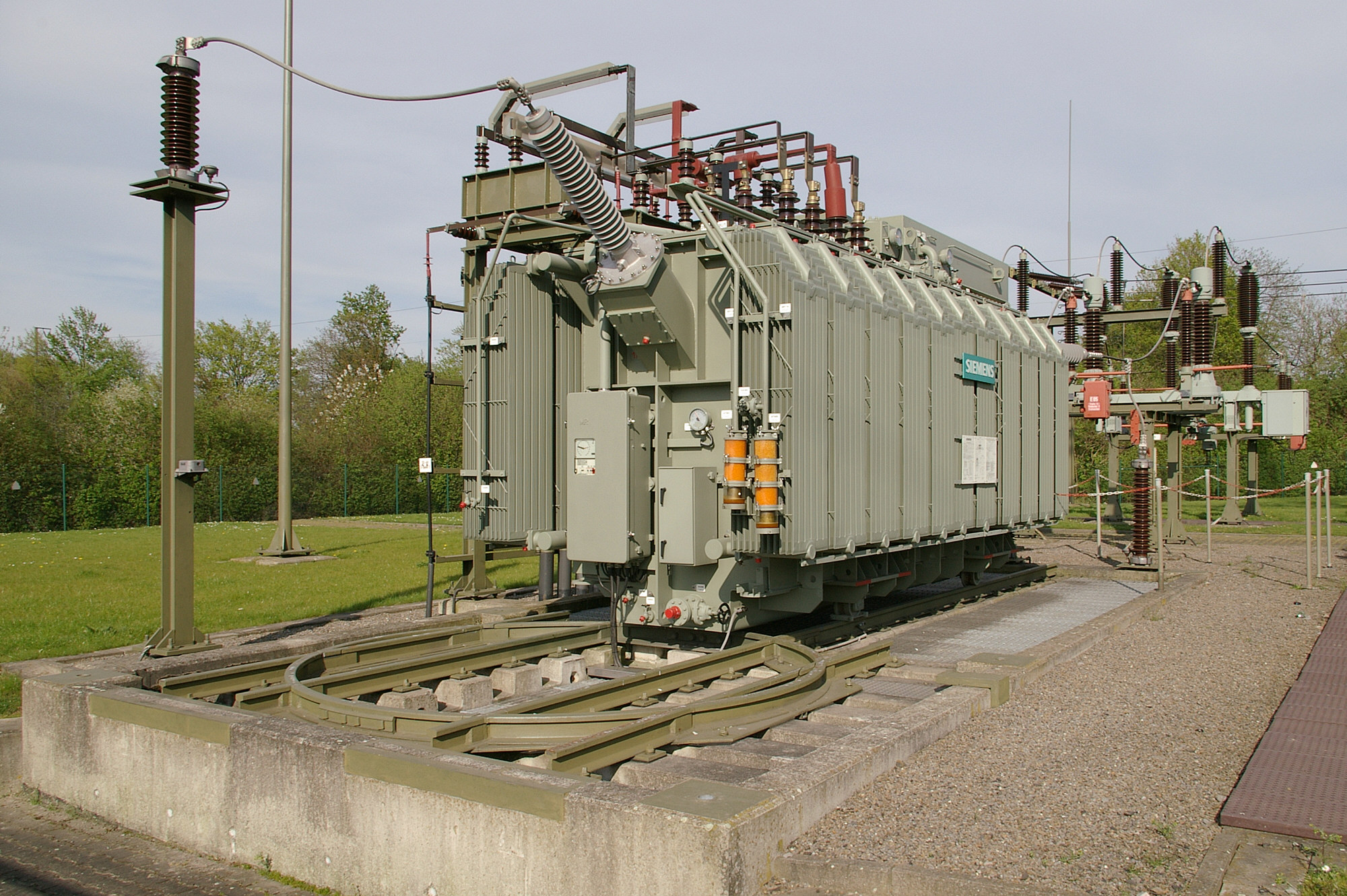
Силовий трансформатор

Електр́ична маш́ина — електромеханічний пристрій для перетворення механічної енергії на електричну чи електричної на механічну, або електричної енергії одного роду чи з одними параметрами на електричну енергію іншого роду або з іншими параметрами.
Дія електричної машини ґрунтується на електромагнітній індукції і законах, що визначають механічні сили взаємодії електричного струму і магнітних полів.

## Класифікація
Електричні машини класифікують за різними ознаками, серед яких найпоширеніші такі:

### За видом енергії поля
Енергія перетворюється в полі між нерухомою (статор) і рухомою (ротор) частинами електричної машини. Розрізняють індуктивні, ємнісні та індуктивно-ємнісні машини. У перших використовують магнітне поле, у других — електричне, у третіх — обидва види.

### За родом струму
Електричні машини поділяють на машини постійного та змінного струму. Останні, як правило, мають кращі масогабаритні показники, вищу надійність, більш технологічні та дешевші, але їх регулювання складніше.
Електричні машини змінного струму поділяють на синхронні, асинхронні і колекторні. Ротор синхронних електричних машин обертається з тією самою швидкістю, що й магнітне поле машини. Частота обертання ротора асинхронних машин відрізняється від частоти поля. У колекторних машинах поле пульсує і зазвичай непорушне, тому їх іноді відносять до асинхронних.

### За перетворенням енергії (призначенням)
Електричну машину, що перетворює механічну енергію на електричну, називають електричним генератором, електричну на механічну — електричним двигуном, а електричну енергію одних параметрів на електричну інших параметрів — електромашинним перетворювачем струму, трансформатором.
Крім того, є безліч електричних спеціального призначення: компенсатори — синхронні електричні машини для генерування реактивної потужності, фазо- та індукційні регулятори — асинхронні машини для регулювання фази й амплітуди змінної напруги, перетворювачі частоти тощо.

### За потужністю
За потужністю машини умовно поділяються на:
- дуже малої потужності (мікромашини) — до 0,5 кВт;
- малої потужності — 0,5-10 кВт;
- середньої потужності — 10-200 кВт;
- великої потужності — понад 200 кВт;
- машини граничних потужностей — сотні тисяч кіловат і більше.

### За значенням напруги
Низьковольтні електричні машини — значення робочої напруги не перевищує 1 кВ. Випробувана напруга, наприклад, ізоляції на пробій може перевищувати 1 кВ. Високовольтні машини мають робочу напругу, принаймні однієї обмотки, понад 1000 В.

### За видом руху та кількістю координат
Більшість електричних машин (крім трансформаторів) виконують один вид руху — обертальний, за однією координатою, тобто є одновимірними.

### За числом фаз
Розрізняють одно-, дво-, три-, і багатофазні електричні машини. Практично число фаз не перевищує шести і лише в деяких випадках сягає дванадцяти. Машини постійного струму зазвичай належать до однофазних машин.
Крім зазначених класифікацій розрізняють й інші — за ступенем захисту від навколишнього середовища, за способом монтажу тощо.

## Матеріали в електричних машинах
Матеріали в електричних машин поділяють на три групи:

### Конструкційні
Конструкційні матеріали застосовують для виготовлення деталей машини, переважним призначенням яких є сприйняття і передача механічних навантажень, а також забезпечення необхідного ступеня захисту, охолодження, зміни мастила та (станини, підшипникові щити, вали, жалюзі, ущільнювачі, вентилятори та ін.).
Як конструкційні матеріали використовують сталь, чавун, кольорові метали та їх сплави, пластмаси.

### Активні
Активні матеріали служать для протікання в машині електромагнітних процесів. Ці матеріали поділяють на магнітні (магнітопроводи) та провідникові (обмотки).

### Ізоляційні
Однією з найважливіших властивостей ізоляційних матеріалів є нагрівостійкість — здатність матеріалу зберігати свої ізоляційної і механічні властивості при дії робочих температур протягом часу, визначуваного терміном служби електричної машини. Як відзначалося, усі ізоляційної матеріали розділені на 12 класів нагрівостійкості. Проте в сучасних електричних машинах застосовують ізоляційні матеріали лише трьох класів В, Р і Н, які мають найвищу нагрівостійкість.